# 5315 Balʹmont
5315 Balʹmont è un asteroide della fascia principale. Scoperto nel 1982, presenta un'orbita caratterizzata da un semiasse maggiore pari a 2,2631933 UA e da un'eccentricità di 0,1960257, inclinata di 6,17490° rispetto all'eclittica.
L'asteroide è dedicato allo poeta russo Konstantin Dmitrievič Balʹmont.